# Batalla de Cadzand
La batalla de Cadzand fue una escaramuza entre ingleses y flamencos en noviembre de 1337 en las inmediaciones de la ciudad costera de Cadzand. El asalto de la isla flamenca de Cadzand provocó el contraataque de los flamencos que pusieron en el campo de batalla a toda su guarnición y la victoria inglesa reforzó la moral de las tropas mientras el rey Eduardo III consiguió el reconocimiento y el respeto de sus aliados, que necesitaba para comenzar su particular guerra contra Francia.
El principio de la Guerra de los Cien Años no había comenzado con buen pie para Eduardo. La inseguridad y vacilación de sus supuestos aliados, el Sacro Imperio y los Países Bajos, habían retrasado considerablemente la invasión inglesa de Francia. Además, ineficacias es la Gascuña inglesa también habían hecho fluctuar un posible ataque desde esta región. Por si esto no fuera poco, la flota de Eduardo III todavía estaba siendo construida en los puertos del sur de Inglaterra mientras la economía del país se veía en peligro debido a los pagos de grandes estipendios a otros países de Europa. 
Por todo esto, el monarca inglés necesitaba una decisiva victoria antes de avanzar hacia Francia que levantara la moral no solo de las tropas, sino también de un país en crisis. Para ello, mandó a Walter Manny que liderara la vanguardia de su ejército que aguardaba órdenes en Hainaut y que asaltara, con una pequeña flota, la isla de Cadzand, por aquel entonces territorio de Flandes una especie de estado autónomo de Francia.

## Cadzand
La villa de Cadzand estaba situada en una isla cenagosa y acogía a varias familias de pescadores. La toma de la ciudad se antojaba aleatoria, ya que su saqueo no proporcionaría grandes fortunas ni tampoco era un lugar estratégico. La única justificación de por qué los ingleses atacaron la ciudad viene dada por su proximidad a la rica Flandes y al importante puerto de Sluys que años después será testigo de una gran batalla. Tal vez, Eduardo III pretendía que la caída de Cadzand sirviera de cebo para que los flamencos sacaran toda la guarnición de Sluys y dejaran a la ciudad desprotegida. Walter Manny acató las órdenes de monarca después de un intento fallido al atacar Sluys el 9 de noviembre de 1337. Los 3.500 soldados y marineros fueron entonces conducidos hasta Cadzand donde masacraron, violaron, hicieron pillaje y saquearon casi sin descanso.
La guarnición de Sluys, comandada por Guy, el hijo bastardo de Luis, conde de Nevers pronto salió en ayuda de los infelices pesqueros de la isla para hacer frente al ejército de Walter. Sin embargo, este ya estaba prevenido de las intenciones de los flamencos y apostó a sus hombres en una perfecta posición defensiva que consiguió derrotar a las tropas flamencas en poco tiempo, posiblemente mediante el uso masivo del arco de tiro largo. Solo un puñado de hombres flamencos lograron escapar y regresar a Sluys, no obstante, Guy, junto a otros generales flamencos, fue capturado.

## Consecuencias
La batalla no tuvo grandes efectos a largo plazo ya que los ingleses abandonaron la isla poco después. Los aliados de Inglaterra resultaron impresionados por la clara victoria mientras que el temor se apoderaba de las fronteras de Francia, incluido su monarca, Felipe VI de Francia, quien estaba convencido de que entre los flamencos había varios traidores y, por eso mismo, ordenó multitud de ejecuciones que repercutieron en las relaciones con sus aliados.
Diez años después de la batalla, cuando Inglaterra y Flandes se convirtieron en aliados, Eduardo III pidió disculpas por su acción y recompensó al pueblo flamenco por la masacre.